# Nate Thurmond
Nathaniel Thurmond, detto Nate (Akron, 25 luglio 1941 – San Francisco, 16 luglio 2016), è stato un cestista statunitense che ha militato nella NBA, soprannominato Nate the Great (Nate il Grande).

## Carriera
Ha ricoperto il ruolo di centro - ala forte nei San Francisco Warriors (dal 1964 al 1971), diventati poi Golden State Warriors (dal 1972 al 1974). Nel 1975 passò ai Chicago Bulls coi quale rimase fino a metà della stagione 1976, quando si trasferì ai Cleveland Cavaliers con i quali restò fino all'anno del suo ritiro (1977).
Messosi in luce già dal suo primo anno nella NBA (fu terza scelta assoluta del draft NBA 1963), esplose nel 1965 concludendo una stagione che gli valse il terzo posto assoluto nella classifica dei migliori rimbalzisti della lega (1395, 18,1 a partita), conquistandosi la prima delle sue complessive 7 convocazioni all'NBA All-Star Game.
Difensore di eccezionale talento, inserito costantemente nel ranking dei migliori difensori dell'NBA, si distinse in particolare per la spiccata attitudine nelle stoppate (terzo nelle liste NBA del 1975: 2,4 a partita). Giocatore di notevole equilibrio in tutti i fondamentali, fu celebre in particolare per la storica impresa della quadrupla doppia, realizzata nel 1974 contro gli Atlanta Hawks sommando 22 punti, 14 rimbalzi, 13 assist e 12 stoppate. Primo giocatore nella storia della lega a centrare tale ambitissimo traguardo, fu raggiunto in seguito dai soli Alvin Robertson, Hakeem Olajuwon e David Robinson.
A carriera conclusa, le sue cifre parlano di un giocatore da 15,0 punti, 15,0 rimbalzi, 2,7 assist, 2,1 stoppate, e 37,2 minuti a incontro per un totale di 964 partite.
Nel 1985 venne inserito nell'olimpo della pallacanestro, la Basketball Hall of Fame. Nel 1996 ottenne un ulteriore riconoscimento quando venne indicato nella lista dei 50 migliori giocatori del cinquantenario della NBA.
Per la stagione NBA 2016-17, la divisa dei Golden State Warrios sfoggia un nastro con il numero 42, in onore di Thurmond.
In occasione di gara-1 delle NBA Finals 2017, che hanno visto sfidarsi proprio i Warriors e i Cavs (entrambe sue ex squadre) è stato ricordato con un breve filmato sul maxischermo della Oracle Arena.

## Statistiche

### NBA

#### Regular Season
| Anno      | Squadra             | PG  | PT | MP   | TC%  | 3P% | TL%  | RP   | AP  | PRP | SP  | PP   |
| --------- | ------------------- | --- | -- | ---- | ---- | --- | ---- | ---- | --- | --- | --- | ---- |
| 1963-1964 | S.F. Warriors       | 76  | -  | 25,9 | 39,5 | -   | 54,9 | 10,4 | 1,1 | -   | -   | 7,0  |
| 1964-1965 | S.F. Warriors       | 77  | -  | 41,2 | 41,9 | -   | 65,8 | 18,1 | 2,0 | -   | -   | 16,5 |
| 1965-1966 | S.F. Warriors       | 73  | -  | 39,6 | 40,6 | -   | 65,4 | 18,0 | 1,5 | -   | -   | 16,3 |
| 1966-1967 | S.F. Warriors       | 65  | -  | 42,5 | 43,7 | -   | 62,9 | 21,3 | 2,6 | -   | -   | 18,7 |
| 1967-1968 | S.F. Warriors       | 51  | -  | 43,6 | 41,1 | -   | 64,4 | 22,0 | 4,2 | -   | -   | 20,5 |
| 1968-1969 | S.F. Warriors       | 71  | -  | 45,2 | 41,0 | -   | 61,5 | 19,7 | 3,6 | -   | -   | 21,5 |
| 1969-1970 | S.F. Warriors       | 43  | -  | 44,6 | 41,4 | -   | 75,4 | 17,7 | 3,5 | -   | -   | 21,9 |
| 1970-1971 | S.F. Warriors       | 82  | -  | 40,9 | 44,5 | -   | 73,0 | 13,8 | 3,1 | -   | -   | 20,0 |
| 1971-1972 | G.S. Warriors       | 78  | -  | 43,1 | 43,2 | -   | 74,3 | 16,1 | 2,9 | -   | -   | 21,4 |
| 1972-1973 | G.S. Warriors       | 79  | -  | 43,3 | 44,6 | -   | 71,8 | 17,1 | 3,5 | -   | -   | 17,1 |
| 1973-1974 | G.S. Warriors       | 62  | -  | 39,7 | 44,4 | -   | 66,6 | 14,2 | 2,7 | 0,7 | 2,9 | 13,0 |
| 1974-1975 | Chicago Bulls       | 80  | -  | 34,5 | 36,4 | -   | 58,9 | 11,3 | 4,1 | 0,6 | 2,4 | 7,9  |
| 1975-1976 | Chicago Bulls       | 13  | -  | 20,0 | 44,4 | -   | 44,4 | 5,5  | 2,0 | 0,3 | 0,9 | 3,7  |
| 1975-1976 | Cleveland Cavaliers | 65  | -  | 17,4 | 41,8 | -   | 51,4 | 5,3  | 1,0 | 0,3 | 1,3 | 4,6  |
| 1976-1977 | Cleveland Cavaliers | 49  | -  | 20,3 | 40,7 | -   | 64,2 | 7,6  | 1,7 | 0,3 | 1,7 | 5,5  |
| Carriera  | Carriera            | 964 | -  | 37,2 | 42,1 | -   | 66,7 | 15,0 | 2,7 | 0,5 | 2,1 | 15,0 |

#### Playoffs
| Anno     | Squadra             | PG | PT | MP   | TC%  | 3P% | TL%  | RP   | AP  | PRP | SP  | PP   |
| -------- | ------------------- | -- | -- | ---- | ---- | --- | ---- | ---- | --- | --- | --- | ---- |
| 1964     | S.F. Warriors       | 12 | -  | 34,2 | 43,8 | -   | 67,9 | 12,3 | 0,8 | -   | -   | 10,0 |
| 1967     | S.F. Warriors       | 15 | -  | 46,0 | 43,3 | -   | 57,1 | 23,1 | 3,1 | -   | -   | 15,9 |
| 1969     | S.F. Warriors       | 6  | -  | 43,8 | 39,2 | -   | 58,8 | 19,5 | 4,7 | -   | -   | 16,7 |
| 1971     | S.F. Warriors       | 5  | -  | 38,4 | 37,1 | -   | 80,0 | 10,2 | 3,0 | -   | -   | 17,6 |
| 1972     | G.S. Warriors       | 5  | -  | 46,0 | 43,4 | -   | 75,0 | 17,8 | 5,2 | -   | -   | 25,4 |
| 1973     | G.S. Warriors       | 11 | -  | 41,8 | 39,8 | -   | 80,0 | 13,2 | 3,6 | -   | -   | 14,5 |
| 1975     | Chicago Bulls       | 13 | -  | 19,5 | 36,8 | -   | 48,6 | 6,7  | 2,4 | 0,4 | 1,6 | 3,5  |
| 1976     | Cleveland Cavaliers | 13 | -  | 28,8 | 46,8 | -   | 40,6 | 9,0  | 2,2 | 0,5 | 2,2 | 6,7  |
| 1977     | Cleveland Cavaliers | 1  | -  | 1,0  | -    | -   | -    | 1,0  | 0,0 | 0,0 | 1,0 | 0,0  |
| Carriera | Carriera            | 81 | -  | 35,5 | 41,6 | -   | 62,1 | 13,6 | 2,8 | 0,4 | 1,9 | 11,9 |

## Palmarès
- NBA All-Rookie First Team (1964)
- 2 volte NBA All-Defensive First Team (1969, 1971)
- 3 volte NBA All-Defensive Second Team (1972, 1973, 1974)
- 7 volte NBA All-Star (1965, 1966, 1967, 1968, 1970, 1973, 1974)
- Undicesimo miglior rimbalzista di sempre NBA
- Quinto migliore giocatore di sempre per rimbalzi a partita NBA in regular season (15,00 rimbalzi a partita)
- Nono migliore rimbalzista di sempre per rimbalzi a partita NBA nei Playoff (13,6 rimbalzi a partita)
- La sua maglia n. 42 è stata ritirata sia dai Golden State Warriors che dai Cleveland Cavaliers
- Inserito tra i 50 migliori giocatori del cinquantenario della NBA
- Inserito nel NBA 75th Anniversary Team